# Sofia Parnok

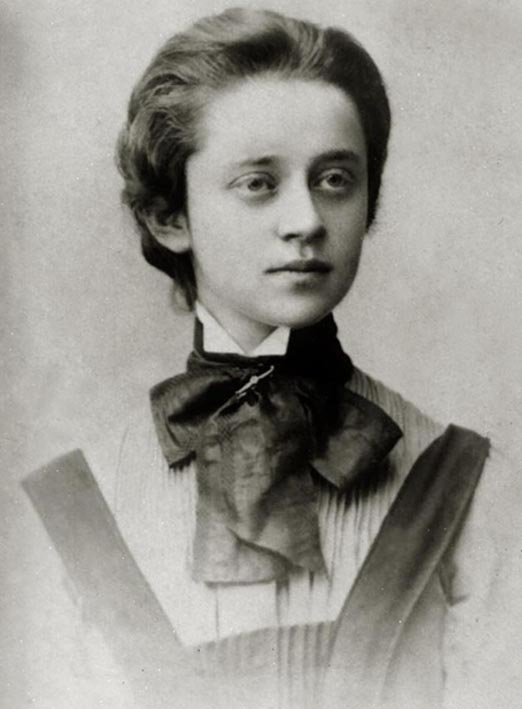
Sofia Parnok

Sofia Jakovlevna Parnok (Russisch: София Яковлевна Парнок) (Taganrog, 11 augustus 1885 – Karinskoje, bij Moskou, 26 augustus 1933) was een Joods-Russisch schrijfster, dichteres en vertaalster.

## Leven en werk
Sofia Parnok werd geboren in een apothekersfamilie en was de zus van dichter Valentin Parnok en kinderboekenschrijfster Jelizaveta Tarachovskaja. Ze doorliep het gymnasium van Taganrog, reisde door Europa en studeerde drama aan onder andere het conservatorium van Genève en vanaf 1904 aan het Conservatorium van Sint-Petersburg. In 1907 huwde ze met Vladimir Volkenstein van wie ze in 1909 weer scheidde, onder meer vanwege haar lesbische gevoelens. Ze vestigde zich vervolgens in Moskou.
Tijdens de Eerste Wereldoorlog had Parnok een heftige liefdesrelatie met dichteres Marina Tsvetajeva. In 1916, kort voordat haar relatie met Tsvetajeva stopte, verscheen haar eerste gedichtenbundel, waarin, voor het eerst in de Russische literatuur, op een niet-decadente wijze uitdrukking werd gegeven aan lesbische verlangens.
Tijdens de Russische Burgeroorlog verliet Parnok Moskou voor de Krim en begon daar, wars van contemporaine stromingen, met het schrijven van een klein maar geheel eigen oeuvre. Bekend werd haar libretto voor Aleksander Spendjarians opera “Anast”, maar al snel deed de Sovjetkritiek haar werk als ‘onwettig’ in de ban. Vanaf 1928 legde ze zich vooral toe op het vertalen van Westerse schrijvers als Charles Baudelaire, Romain Rolland, Marcel Proust en Henri Barbusse.
Parnok stierf in 1933 aan een hartaanval.

## Gedicht

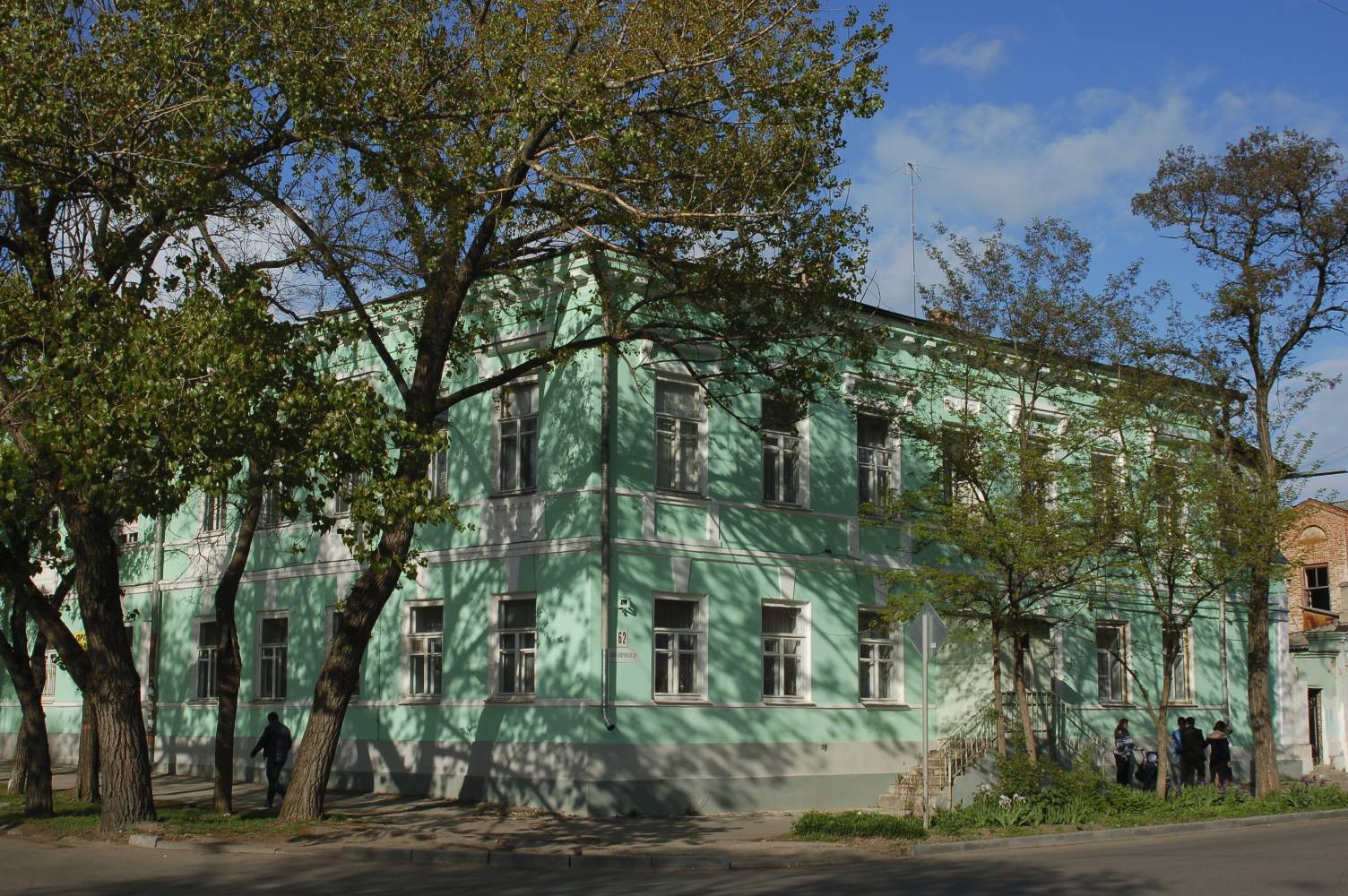
Geboortehuis van Sofia Parnok in Taganrog.

Een spin heeft mijn icoon vergrendeld

En elk gebed is dood. Mijn hoofd

Zakt in de kussens neer, ellendig,

In één dag van het verstand beroofd.
Hij zal, als hij mij mee komt nemen,

Niet als muziek zijn, niet als rook,

Niet als een zwartgewiekte demon,

Niet als bezielde stilte ook,-
Maar nee, gewoon: een hond gaat janken,

Een auto giert in rauwe klanken, 

Een rat glipt naar zijn hol. O ja! 

Ik – die naar goed noch kwaad ooit streefde –

Zal de muziek waarbij ik leefde

Ook horen als ik sterven ga.
(Vertaling Anne Stoffel)